# ジヒドロ葉酸レダクターゼ
ジヒドロ葉酸レダクターゼ(dihydrofolate reductase、DHFR)は、NADPHを電子供与体としてジヒドロ葉酸をテトラヒドロ葉酸に還元する酵素である。ヒトではDHFR遺伝子にコードされている。

## 機能
ジヒドロ葉酸レダクターゼはジヒドロ葉酸をテトラヒドロ葉酸へ変換する。テトラヒドロ葉酸はプリン類、チミジル酸およびいくつかのアミノ酸のde novo合成に必要なメチル基輸送体である。

テトラヒドロ葉酸（THF）による代謝とビタミンB12によるTHFの再生産、:de:Folsäure=葉酸、DHF=ジヒドロ葉酸、THF=テトラヒドロ葉酸、Vit.B12=ビタミンB12、Methyl-Vit.B12=メチルコバラミン、Methionin=メチオニン、Methionin Syntase=5-メチルテトラヒドロ葉酸-ホモシステインメチルトランスフェラーゼ、Homocystein=ホモシステイン、N5-Methyl-THF=5-メチルテトラヒドロ葉酸、N5,N10-Methylene-THF=5,10-メチレンテトラヒドロ葉酸、N10-Formyl-THF=10-ホルミルテトラヒドロ葉酸、dUMP=デオキシウリジン一リン酸、NADPH、DNA